# Sieggraben
Sieggraben est une commune autrichienne du district de Mattersburg dans le Burgenland.